# Snowboarden op de Olympische Winterspelen 2022 - Snowboardcross vrouwen
De snowboardcross voor vrouwen tijdens de Olympische Winterspelen 2022 vond plaats op 9 februari 2022 in het Genting Snow Park nabij Peking. Regerend olympisch kampioene was de Italiaanse Michela Moioli.

## Tijdschema
| Datum               | Lokale tijd | MET   | Ronde     |
| ------------------- | ----------- | ----- | --------- |
| woensdag 9 februari | 11:00       | 04:00 | Plaatsing |
| woensdag 9 februari | 14:30       | 07:30 | Finales   |

## Uitslag
| DNF | = Niet gefinisht (Did Not Finish) |
| DNS | = Niet gestart (Did Not Start)    |
| Q   | = Gekwalificeerd                  |

### Plaatsingsronde
| Rang | Bib | Naam                            | Land             | 1e run  | 1e run | 2e run  | 2e run | Beste   | Verschil |
| Rang | Bib | Naam                            | Land             | Tijd    | Rang   | Tijd    | Rang   | Beste   | Verschil |
| ---- | --- | ------------------------------- | ---------------- | ------- | ------ | ------- | ------ | ------- | -------- |
| 1    | 4   | Michela Moioli                  | Italië           | 1:22,19 | 1      |         |        | 1:22,19 | —        |
| 2    | 3   | Charlotte Bankes                | Groot-Brittannië | 1:22,72 | 2      |         |        | 1:22,72 | 0,53     |
| 3    | 14  | Meryeta O'Dine                  | Canada           | 1:23,01 | 3      |         |        | 1:23,01 | 0,82     |
| 4    | 1   | Stacy Gaskill                   | Verenigde Staten | 1:23,14 | 4      |         |        | 1:23,14 | 0,95     |
| 5    | 6   | Lindsey Jacobellis              | Verenigde Staten | 1:23,44 | 5      |         |        | 1:23,44 | 1,25     |
| 6    | 10  | Julia Pereira de Sousa Mabileau | Frankrijk        | 1:23,89 | 6      |         |        | 1:23,89 | 1,70     |
| 7    | 5   | Faye Gulini                     | Verenigde Staten | 1:23,98 | 7      |         |        | 1:23,98 | 1,79     |
| 8    | 7   | Chloé Trespeuch                 | Frankrijk        | 1:24,27 | 8      |         |        | 1:24,27 | 2,08     |
| 9    | 8   | Pia Zerkhold                    | Oostenrijk       | 1:24,53 | 9      |         |        | 1:24,53 | 2,34     |
| 10   | 16  | Kristina Paul                   | Russische ploeg  | 1:24,76 | 10     |         |        | 1:24,76 | 2,57     |
| 11   | 25  | Caterina Carpano                | Italië           | 1:24,87 | 11     |         |        | 1:24,87 | 2,68     |
| 12   | 15  | Manon Petit-Lenoir              | Frankrijk        | 1:24,96 | 12     |         |        | 1:24,96 | 2,77     |
| 13   | 12  | Audrey McManiman                | Canada           | 1:24,98 | 13     |         |        | 1:24,98 | 2,79     |
| 14   | 20  | Josie Baff                      | Australië        | 1:25,11 | 14     |         |        | 1:25,11 | 2,92     |
| 15   | 22  | Sophie Hediger                  | Zwitserland      | 1:25,14 | 15     |         |        | 1:25,14 | 2,95     |
| 16   | 23  | Meghan Tierney                  | Verenigde Staten | 1:25,16 | 16     |         |        | 1:25,16 | 2,97     |
| 17   | 17  | Lara Casanova                   | Zwitserland      | 1:26,89 | 26     | 1:24,12 | 1      | 1:24,12 | 1,93     |
| 18   | 2   | Belle Brockhoff                 | Australië        | 1:25,72 | 19     | 1:24,72 | 2      | 1:24,72 | 2,53     |
| 19   | 29  | Aleksandra Parsjina             | Russische ploeg  | 1:27,16 | 27     | 1:24,76 | 3      | 1:24,76 | 2,57     |
| 20   | 26  | Jana Fischer                    | Duitsland        | 1:25,76 | 20     | 1:24,88 | 4      | 1:24,88 | 2,69     |
| 21   | 19  | Alexia Queyrel                  | Frankrijk        | 1:25,25 | 17     | 1:25,17 | 5      | 1:25,17 | 2,98     |
| 22   | 21  | Francesca Gallina               | Italië           | 1:25,27 | 18     | 1:25,51 | 7      | 1:25,27 | 3,08     |
| 23   | 27  | Vendula Hopjáková               | Tsjechië         | 1:26,26 | 22     | 1:25,49 | 6      | 1:25,49 | 3,30     |
| 24   | 13  | Zoe Bergermann                  | Canada           | 1:28,68 | 29     | 1:25,84 | 8      | 1:25,84 | 3,65     |
| 25   | 24  | Maria Vasiltsova                | Russische ploeg  | 1:26,39 | 23     | 1:25,90 | 9      | 1:25,90 | 3,71     |
| 26   | 9   | Tess Critchlow                  | Canada           | 1:26,51 | 24     | 1:26,13 | 10     | 1:26,13 | 3,94     |
| 27   | 28  | Jekaterina Lokteva-Zagorskaja   | Russische ploeg  | 1:26,22 | 21     | 1:26,41 | 11     | 1:26,22 | 4,03     |
| 28   | 18  | Sina Siegenthaler               | Zwitserland      | 1:26,62 | 25     | 1:27,44 | 12     | 1:26,62 | 4,43     |
| 29   | 11  | Sofia Belingheri                | Italië           | 1:27,81 | 28     | 1:33,48 | 14     | 1:27,81 | 5,62     |
| 30   | 32  | Feng He                         | China            | 1:34,31 | 30     | 1:31,25 | 13     | 1:31,25 | 9,06     |
| 31   | 30  | Maeva Estevez                   | Andorra          | DNF     | 99     | DNS     | 99     | DNF     | 20,00    |
| 32   | 31  | Yuka Nakamura                   | Japan            | DNS     | 99     | DNS     | 99     | DNS     | 20,00    |

### Finaleronde

#### Achtste finale
Achtste finale 1
| Rang | Bib | Naam           | Land             | Opm. |
| ---- | --- | -------------- | ---------------- | ---- |
| 1    | 1   | Michela Moioli | Italië           | Q    |
| 2    | 16  | Meghan Tierney | Verenigde Staten | Q    |
| 3    | 17  | Lara Casanova  | Zwitserland      |      |
|      | 32  | Yuka Nakamura  | Japan            | DNS  |

Achtste finale 2
| Rang | Bib | Naam             | Land            | Opm. |
| ---- | --- | ---------------- | --------------- | ---- |
| 1    | 8   | Chloé Trespeuch  | Frankrijk       | Q    |
| 2    | 24  | Zoe Bergermann   | Canada          | Q    |
| 3    | 25  | Maria Vasiltsova | Russische ploeg |      |
|      | 9   | Pia Zerkhold     | Oostenrijk      | DNF  |

Achtste finale 3
| Rang | Bib | Naam               | Land             | Opm. |
| ---- | --- | ------------------ | ---------------- | ---- |
| 1    | 5   | Lindsey Jacobellis | Verenigde Staten | Q    |
| 2    | 28  | Sina Siegenthaler  | Zwitserland      | Q    |
| 3    | 21  | Alexia Queyrel     | Frankrijk        |      |
| 4    | 12  | Manon Petit-Lenoir | Frankrijk        |      |

Achtste finale 4
| Rang | Bib | Naam             | Land             | Opm. |
| ---- | --- | ---------------- | ---------------- | ---- |
| 1    | 4   | Stacy Gaskill    | Verenigde Staten | Q    |
| 2    | 13  | Audrey McManiman | Canada           | Q    |
| 3    | 29  | Sofia Belingheri | Italië           |      |
| 4    | 20  | Jana Fischer     | Duitsland        |      |

Achtste finale 5
| Rang | Bib | Naam                | Land            | Opm. |
| ---- | --- | ------------------- | --------------- | ---- |
| 1    | 3   | Meryeta O'Dine      | Canada          | Q    |
| 2    | 19  | Aleksandra Parsjina | Russische ploeg | Q    |
| 3    | 14  | Josie Baff          | Australië       |      |
| 4    | 30  | Feng He             | China           |      |

Achtste finale 6
| Rang | Bib | Naam                            | Land            | Opm. |
| ---- | --- | ------------------------------- | --------------- | ---- |
| 1    | 6   | Julia Pereira de Sousa Mabileau | Frankrijk       | Q    |
| 2    | 11  | Caterina Carpano                | Italië          | Q    |
| 3    | 22  | Francesca Gallina               | Italië          |      |
| 4    | 27  | Jekaterina Lokteva-Zagorskaja   | Russische ploeg |      |

Achtste finale 7
| Rang | Bib | Naam              | Land             | Opm. |
| ---- | --- | ----------------- | ---------------- | ---- |
| 1    | 7   | Faye Gulini       | Verenigde Staten | Q    |
| 2    | 26  | Tess Critchlow    | Canada           | Q    |
| 3    | 10  | Kristina Paul     | Russische ploeg  |      |
|      | 23  | Vendula Hopjáková | Tsjechië         | DNF  |

Achtste finale 8
| Rang | Bib | Naam             | Land             | Opm. |
| ---- | --- | ---------------- | ---------------- | ---- |
| 1    | 2   | Charlotte Bankes | Groot-Brittannië | Q    |
| 2    | 18  | Belle Brockhoff  | Australië        | Q    |
| 3    | 15  | Sophie Hediger   | Zwitserland      |      |
|      | 31  | Maeva Estevez    | Andorra          | DNS  |

#### Kwartfinales
Kwartfinale 1
| Rang | Bib | Naam            | Land             | Opm. |
| ---- | --- | --------------- | ---------------- | ---- |
| 1    | 1   | Michela Moioli  | Italië           | Q    |
| 2    | 8   | Chloé Trespeuch | Frankrijk        | Q    |
| 3    | 16  | Meghan Tierney  | Verenigde Staten |      |
| 4    | 24  | Zoe Bergermann  | Canada           |      |

Kwartfinale 2
| Rang | Bib | Naam               | Land             | Opm. |
| ---- | --- | ------------------ | ---------------- | ---- |
| 1    | 5   | Lindsey Jacobellis | Verenigde Staten | Q    |
| 2    | 4   | Stacy Gaskill      | Verenigde Staten | Q    |
| 3    | 13  | Audrey McManiman   | Canada           |      |
| 4    | 28  | Sina Siegenthaler  | Zwitserland      |      |

Kwartfinale 3
| Rang | Bib | Naam                            | Land            | Opm. |
| ---- | --- | ------------------------------- | --------------- | ---- |
| 1    | 3   | Meryeta O'Dine                  | Canada          | Q    |
| 2    | 6   | Julia Pereira de Sousa Mabileau | Frankrijk       | Q    |
| 3    | 11  | Caterina Carpano                | Italië          |      |
| 4    | 19  | Aleksandra Parsjina             | Russische ploeg |      |

Kwartfinale 4
| Rang | Bib | Naam             | Land             | Opm. |
| ---- | --- | ---------------- | ---------------- | ---- |
| 1    | 26  | Tess Critchlow   | Canada           | Q    |
| 2    | 18  | Belle Brockhoff  | Australië        | Q    |
| 3    | 2   | Charlotte Bankes | Groot-Brittannië |      |
| 4    | 7   | Faye Gulini      | Verenigde Staten |      |

#### Halve finales
Halve finale 1
| Rang | Bib | Naam               | Land             | Opm. |
| ---- | --- | ------------------ | ---------------- | ---- |
| 1    | 5   | Lindsey Jacobellis | Verenigde Staten | Q    |
| 2    | 8   | Chloé Trespeuch    | Frankrijk        | Q    |
| 3    | 1   | Michela Moioli     | Italië           |      |
| 4    | 4   | Stacy Gaskill      | Verenigde Staten |      |

Halve finale 2
| Rang | Bib | Naam                            | Land      | Opm. |
| ---- | --- | ------------------------------- | --------- | ---- |
| 1    | 3   | Meryeta O'Dine                  | Canada    | Q    |
| 2    | 18  | Belle Brockhoff                 | Australië | Q    |
| 3    | 26  | Tess Critchlow                  | Canada    |      |
| 4    | 6   | Julia Pereira de Sousa Mabileau | Frankrijk |      |

#### Finales
Kleine finale
| Rang | Bib | Naam                            | Land             | Opm. |
| ---- | --- | ------------------------------- | ---------------- | ---- |
| 5    | 6   | Julia Pereira de Sousa Mabileau | Frankrijk        |      |
| 6    | 26  | Tess Critchlow                  | Canada           |      |
| 7    | 4   | Stacy Gaskill                   | Verenigde Staten |      |
|      | 1   | Michela Moioli                  | Italië           | DNF  |

Grote finale
| Rang   | Bib | Naam               | Land             | Opm. |
| ------ | --- | ------------------ | ---------------- | ---- |
| Goud   | 5   | Lindsey Jacobellis | Verenigde Staten |      |
| Zilver | 8   | Chloé Trespeuch    | Frankrijk        |      |
| Brons  | 3   | Meryeta O'Dine     | Canada           |      |
| 4      | 18  | Belle Brockhoff    | Australië        |      |